# Port lotniczy Oued Irara
Port lotniczy Oued Irara (IATA: HME, ICAO: DAUH) – międzynarodowy port lotniczy położony w Hasi Masud, w Algierii.

## Linie lotnicze i połączenia
| Linia Lotnicza   | Kierunek                                              |
| ---------------- | ----------------------------------------------------- |
| Air Algerie      | 1. Algier 2. Konstantyna 3. In Amnas 4. Oran          |
| Tassili Airlines | 1. Algier 2. Annaba 3. Bidżaja 4. Konstantyna 5. Oran |